# El mundo según Monsanto
El mundo según Monsanto, es un documental francés de 2008 de Marie Monique Robin sobre la multinacional Monsanto, la historia de la compañía y sus productos comerciales: como el PCB, los OGM, el Agente Naranja, la Hormona bovina o Somatotropina bovina, y su popular Roundup (Glifosato).
Producido por Arte France, Image et Campagnie, Producctions Thalie, Office national du Canadá, WDR, con una duración de 108 minutos.
El mundo según Monsanto también es el título de un libro de investigación escrito por la misma autora, traducido a 11 lenguas. Marie Monique Robin es ganadora del Premio Francés Rachel Carson de 2009 dedicado a mujeres ambientalistas.

## Reseña
El documental muestra a la autora Marie Monique Robin, investigando y extrayendo información de Internet. Haciendo entrevistas y reconstruyendo la historia de Monsanto.

### Historia judicial de Monsanto
La primera parte del documental aborda el problema del PCB (comercializado en Francia como Pyraléne), producido por la fábrica de Monsanto ( su filial Solutia Inc.) en Anniston Alabama (Estados Unidos). El documental alega que la contaminación provocada por la fábrica causó y continúa causando víctimas, mayoritariamente en la población negra más pobre, elevando la tasa de diversos tipos de cáncer.
Se le reprocha a Monsanto haber contaminado el agua (derramando PCB en los canales de evacuación de aguas que desembocan en el canal Snow Creek), la tierra (descargado desechos contaminantes a cielo abierto en el mismo sitio de producción, cercano a barrios circundantes) y el aire de Anniston. También se le reprocha a Monsanto haber ocultado la nocividad del PCB liberado en la población para no perder dinero, estando ellos al tanto de esta nocividad, como prueban notas internas de la compañía. En 1937 un estudio de la Universidad de Harvard, notificó a la empresa Monsanto que la exposición al PCB causa cloracné y lesiones en el hígado. En 1966, un estudio Sueco de Soren Jensen mostró que el PCB crea problemas medioambientales de gran magnitud, ya que tiene la capacidad de acumularse a lo largo de la cadena alimentaría ( bioacumulación).
El reportaje está basado en los archivos internos de la firma, que fueron desclasificados por un proceso legal, una demanda colectiva de 3500 habitantes de Anniston contra Monsanto.
Monsanto y su filial fueron condenados a pagar 700 millones de dólares para indemnizar a las víctimas, descontaminar el lugar, y construir un hospital especializado. Ningún dirigente de Monsanto fue perseguido. Monsanto cesó la producción de PCB en EE. UU. en 1977. Y se prohibió la sustancia en ese país en 1978.

### Los productos de Monsanto
La investigación examina a los productos creados y comercializados por Monsanto. Sus consecuencias sobre el medio ambiente y la salud: las dioxinas como el agente naranja en la guerra de Vietnam (y sus efectos sobre la población hasta hoy en día: cáncer; malformaciones congénitas…). Los PCB (y la contaminación derivada de su uso), la hormona (somatropina) de crecimiento bovina (que está prohibida en Europa y Canadá).
El film continúa con en el estudio de la toxicidad del herbicida Roundup (glifosato) producido por Monsanto, que fue presentado como "respetuoso del medio ambiente". En enero del 2007, la sociedad Monsanto fue condenada por un tribunal de Lyon (Francia), por publicidad engañosa relativa al producto Roundup, al calificarlo como biodegradable. Unos pocos años antes la firma había sido condenada en EE. UU. por el mismo motivo. Entre los científicos citados en el informe, se encuentra un equipo de la CNRS y de la Universidad Pierre y Marie Curie, cuyas investigadores demostraron que el Roundup tiene un efecto nocivo sobre el ciclo celular (disfunciones características del cáncer): « de hecho, es suficiente una gota para afectar al proceso de división celular. Concretamente, se puede decir que para utilizar el herbicida sin riesgo, se necesita no solo portar un traje y una máscara, sino también asegurarse de que no haya personas a menos de 500 metros.»
Finalmente, la periodista hace un estudio sobre los OGM de Monsanto, especialmente la soja y el maíz diseñados por Monsanto para resistir el herbicida Roundup, OGM's llamados “Roundup Ready”. En el documental se da la palabra a científicos alrededor del mundo. Que cuentan sobre las presiones que han sufrido como consecuencia de estudios sobre los OGM de Monsanto, especialmente desde el punto de vista de sus efectos sobre la salud pública. Estos científicos afirman haber sido incitados por sus tutelas a no comunicar lo investigado, para no comprometer el desarrollo de los OGM's. En estas entrevistas Dan Glickman secretario de agricultura de Bill Clinton (expresidente de USA). Declaró sobre pruebas realizadas a los OGM's y su legislación en USA: « Francamente pienso que deberíamos haber hecho más pruebas, pero las empresas agro-industriales no quisieron, porque habían hecho enormes inversiones para desarrollar sus productos. Y, como responsable del servicio de reglamentación del Ministerio de Agricultura, sufrí muchas presiones para, digamos, no ser demasiado exigente.»

## Recepción de la película y del libro
El documental y el libro -que fueron traducidos a 15 idiomas y se difundieron en una veintena de países-, experimentaron un importante éxito público y fueron recibidos por la prensa nacional (francesa) e internacional. En Francia su éxito (1,6 millones de espectadores y 100000 libros vendidos), también se debe a la implicación de numerosas asociaciones locales que organizaron proyecciones de la película y reuniones en torno de los OGM y de Monsanto. En Internet se debatió en foros y blogs sobre OGM luego de la publicación del libro y la película. Marie Monique Rovin afirmó sobre ciertos ataques a foros de Internet «tan sistemáticos que parecen ser orquestados».
El mundo según Monsanto también parece tener una influencia en la escena política. El semanario francés L'Express afirmó que el debut de abril, en pleno debate sobre los OGM, el senador Jean-François Le Grand, el "Sr. OGM" de la mesa redonda del medio ambiente, ha escrito al presidente de su grupo Henri de Raincourt, para denunciar las prácticas lobbisticas que "opera" en los parlamentarios y anunciar su negativa de "la fatalidad de un mundo según Monsanto"."He visto el documental y estoy muy impresionado", testimonió, señalando que algunos de sus colegas, también, estaban "agitados". "Pero no puedo dar nombres". Más recientemente en Alemania, Robin recibió de la mano de Renate Künast el viejo ministro de medioambiente del gobernador Schröder el "Umwelt-Medienpreis" (premio de medios de comunicación alemanes). En el comunicado de prensa el jurado del premio afirmó que El documental ha permitido a los ciudadanos y ciudadanas hacer preguntas críticas a sus diputados y netamente contribuyo a la prohibición del maíz transgénico en Alemania. Algunos analistas consideran que la película Home de Yann Arthus-Bertrand también impulso a los partidos verdes europeos en las elecciones europeas de 2009.
El informe se ha convertido en una herramienta de comunicación privilegiada de los movimientos anti-OGM, así el 25 de marzo de 2008 un DVD fue enviado a cada diputado francés por la organización ecologista Greenpeace a fin de influenciar en el debate de la ley de OGM en la asamblea nacional francesa.·

## Posición de Monsanto
Sobre la realización del informe la sociedad Monsanto no ha deseado responder a los pedidos de entrevistas formuladas por la autora. Luego de la difusión del informe, no ha habido respuesta oficial publicada, sin embargo Monsanto France en un boletín Número 22 publicado en marzo del 2008, dijo «La película y el libro son cuestiones que fueron realizadas por personas opuestas a las biotecnologías vegetales y fue su objetivo el desacreditar estas tecnologías y a los actores correspondientes a su desarrollo».

## Participan
| - David Baker. - Ken Cook. - David Carpenter. - Robert Bellé. - John Hoffman. - Dan Glickman. - James Maryanski. - Jeffrey Smith. - Michael Hansen. - Jeremy Rifkin. - Michael Taylor. - Richard Burroghs. - Samuel Epstein. - Pete Hardin. - Ray Moulsk. - Lisa Watson. - Shiv Chopra. - Margaret Haydon. - Steven Druker. - Arpad Pusztai. - Stanley Ewen. | - Peter Melchett. - Robert Shapiro. - William Sanjour. - Gerson Smoger. - Ian Pryne. - Troy Roush. - David Ranyok. - Aba Gaegam. - Kish Tivari. - Pravak Kate. - Vandana Shiva. - Ignacio Chapela. - Segundino. - Elena Àlvarez Buylla. - Aldo González. - Jonathan Matthews. - Roberto Franco. - Jorge Galeano. - George H. W. Bush. - Dan Quayle. - Marie Monique Robin. |